# Urosaurus ornatus
Urosaurus ornatus (прикрашена деревна ящірка) — вид ігуаноподібних ящірок родини фриносомових (Phrynosomatidae). Мешкає в США і Мексиці.

## Підвиди
Виділяють десять підвидів:
- Urosaurus ornatus ornatus (Baird & Girard, 1852);
- Urosaurus ornatus caeruleus (H.M. Smith, 1935);
- Urosaurus ornatus chiricahuae (Mittleman, 1941);
- Urosaurus ornatus lateralis (Boulenger, 1883);
- Urosaurus ornatus levis (Stejneger, 1890;
- Urosaurus ornatus linearis (Baird, 1859);
- Urosaurus ornatus schmidti (Mittleman, 1940);
- Urosaurus ornatus schottii (Baird, 1858);
- Urosaurus ornatus symmetricus (Baird, 1858);
- Urosaurus ornatus wrighti (Schmidt, 1921).

## Поширення і екологія
Прикрашені кущові ящірки поширені від південно-західного Вайомінга, Юти, західного Колорадо, південної Невади, південно-східної Каліфорнії, Аризони, Нью-Мексико і Техаса до північно-східної Нижньої Каліфорнії, Сіналоа, північної Коауїли і Тамауліпаса. Вони живуть в різноманітних природних середовищах, від пустель і напівпустель до нижньої межі поясу ялинових лісів в горах, часто в долинах річок, на висоті до 2770 м над рівнем моря. Живляться комахами та їх личинками. Відкладають яйця.